# USS Baltimore (CA-68)
Lo USS Baltimore (hull classification symbol CA-68) fu la prima unità della omonima classe di incrociatori pesanti, e la quinta nave della Marina degli Stati Uniti a prendere il nome dalla città di Baltimora, nel Maryland.

## Caratteristiche
Il Baltimore era lungo (considerando la linea di galleggiamento) 202 metri, e 205 metri nel complesso. Aveva una larghezza di 21,59 metri e un pescaggio di 7,3 metri. Aveva un dislocamento standard di 14.704 tonnellate e un dislocamento di 17.031 tonnellate a pieno carico di combattimento. La nave aveva un equipaggio di 1.142 tra ufficiali e marinai.

## Costruzione e servizio

### Seconda guerra mondiale

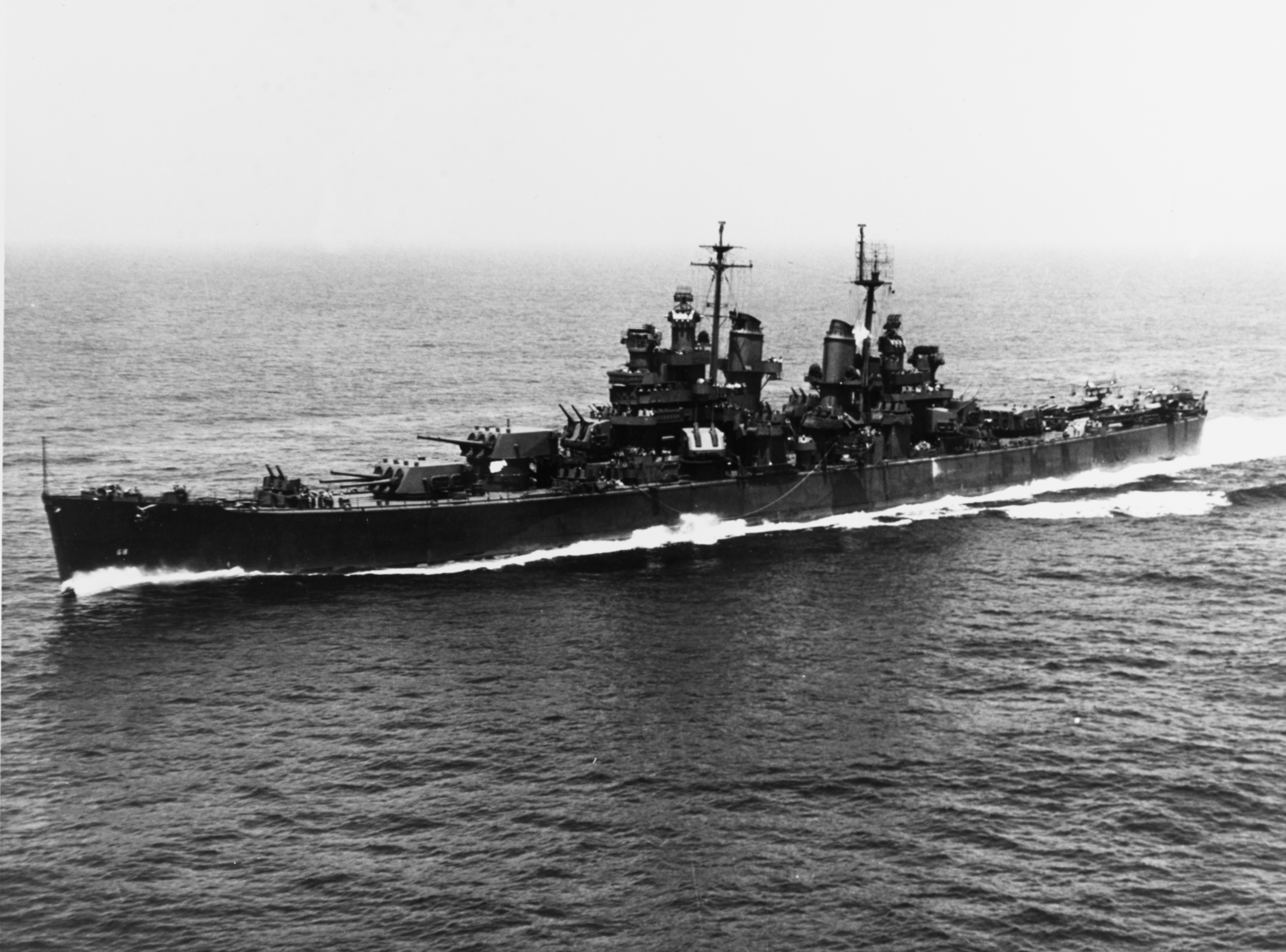
USS Baltimore al largo della costa del Massachusetts, giugno 1943

Ordinata il 26 maggio 1941 al Fore River Shipyard della Bethlehem Steel Company a Quincy, nel Massachusetts, fu varata il 28 luglio 1942; la madrina del varo fu la moglie del sindaco di Baltimora Howard W. Jackson. L'incrociatore entrò in servizio il 15 aprile 1943 sotto il comando del capitano Walter C. Calhoun.
Dopo il completamento del suo allestimento, lo USS Baltimore partì per Hampton Roads il 17 giugno, visitò brevemente l'Accademia navale degli Stati Uniti ad Annapolis il 20 giugno, quindi condusse esercitazioni al largo dei Virginia Capes due giorni dopo. Andò a Norfolk per la manutenzione tra il 24 giugno e il 1 luglio, quando partì per le prove in mare al largo di Trinidad. Operando da Port of Spain, l'incrociatore svolse addestramento di artiglieria prima di tornare a Hampton Roads il 24 luglio. Quattro giorni dopo, si recò al Boston Navy Yard per svolgere riparazioni per correggere le carenze riscontrate durante le prove in mare e per correggere una perdita nelle tubazioni idrauliche della batteria principale. Ritornato a Norfolk all'inizio di settembre dopo il completamento delle riparazioni, il Baltimore e il cacciatorpediniere Sigourney partirono per la costa occidentale. Transitarono per il Canale di Panama il 25 settembre e arrivarono a San Diego il 4 ottobre, dopo di che si addestrarono al largo della costa occidentale dal 9 al 13 ottobre. Partendo da San Diego tre giorni dopo, l'incrociatore arrivò a Pearl Harbor in solitaria il 29 ottobre dopo una breve sosta a San Francisco.
Tra novembre 1943 e giugno 1944 il Baltimore fornì supporto di fuoco e copertura alle forze impegnate negli sbarchi nelle Isole Makin (20 novembre - 4 dicembre 1943); nell'invasione di Kwajalein (29 gennaio - 8 febbraio 1944); nell'incursione di Truk (16-17 febbraio) e nell'attacco a Eniwetok (17 febbraio - 2 marzo). Il 17 febbraio il tenente Denver M. Baxter, volando su uno dei Vought OS2U dell'incrociatore scortato da due Grumman F6F Hellcat, salvò il tenente George M. Blair della VF-9 che si trovava a meno di 6.000 iarde dall'isola di Dublon nella laguna di Truk.
Il Baltimore continuò a fornire supporto agli attacchi alle Isole Marianne (21-22 febbraio); nel raid Palau - Yap - Ulithi - Woleai (30 marzo - 1 aprile); nello sbarco di Hollandia (attualmente noto come Jayapura) (21-24 aprile); nel raid Truk - Satawan - Ponape (29 aprile - 1 maggio); negli attacchi aerei contro Marcus Island (19-20 maggio) e Wake Island (23 maggio); nell'invasione di Saipan (11-24 giugno); e nella battaglia del Mare delle Filippine (19-20 giugno).
Ritornata negli Stati Uniti nel luglio del 1944, la nave imbarcò il presidente Franklin D. Roosevelt e il suo staff e si diresse verso Pearl Harbor. Dopo l'incontro con l'ammiraglio Chester Nimitz e il generale Douglas MacArthur, il presidente fu portato in Alaska dove lasciò il Baltimore il 9 agosto 1944.
Ritornata nella zona di guerra nel novembre del 1944, la nave fu assegnata alla United States Third Fleet e partecipò agli attacchi a Luzon (14-16 dicembre 1944; e 6-7 gennaio 1945); a Formosa (3-4, 9, 15 e 21 gennaio); alla costa cinese (12 e 16 gennaio); e a Okinawa (22 gennaio).
Il 26 gennaio si unì alla United States Fifth Fleet per le ultime operazioni di guerra: gli attacchi all'isola di Honshū (16-17 febbraio); le operazioni a Iwo Jima (19 febbraio - 5 marzo); e le 5 incursioni della flotta a sostegno dello sbarco a Okinawa (18 marzo - 10 giugno).

### Dopoguerra
Dopo la cessazione delle ostilità, il Baltimore prestò servizio come unità della flotta nel corso dell'Operazione Magic Carpet e poi come parte della forza di occupazione navale in Giappone (29 novembre 1945 - 17 febbraio 1946). In partenza dall'Estremo Oriente il 17 febbraio 1946, tornò negli Stati Uniti e fu messa fuori servizio in riserva l'8 luglio 1946 a Bremerton, Washington.
Il Baltimore fu rimesso in servizio il 28 novembre 1951 e assegnato alla flotta atlantica dello United States Fleet Forces Command. Fu schierata con la United States Sixth Fleet nel Mediterraneo durante le estati del 1952, 1953 e 1954. Nel giugno del 1953 rappresentò la Marina degli Stati Uniti alla parata navale britannica di Spithead, in Inghilterra. Il 5 gennaio 1955 fu trasferita alla flotta del Pacifico e fu dispiegata con la United States Seventh Fleet in Estremo Oriente tra febbraio e agosto 1955. 

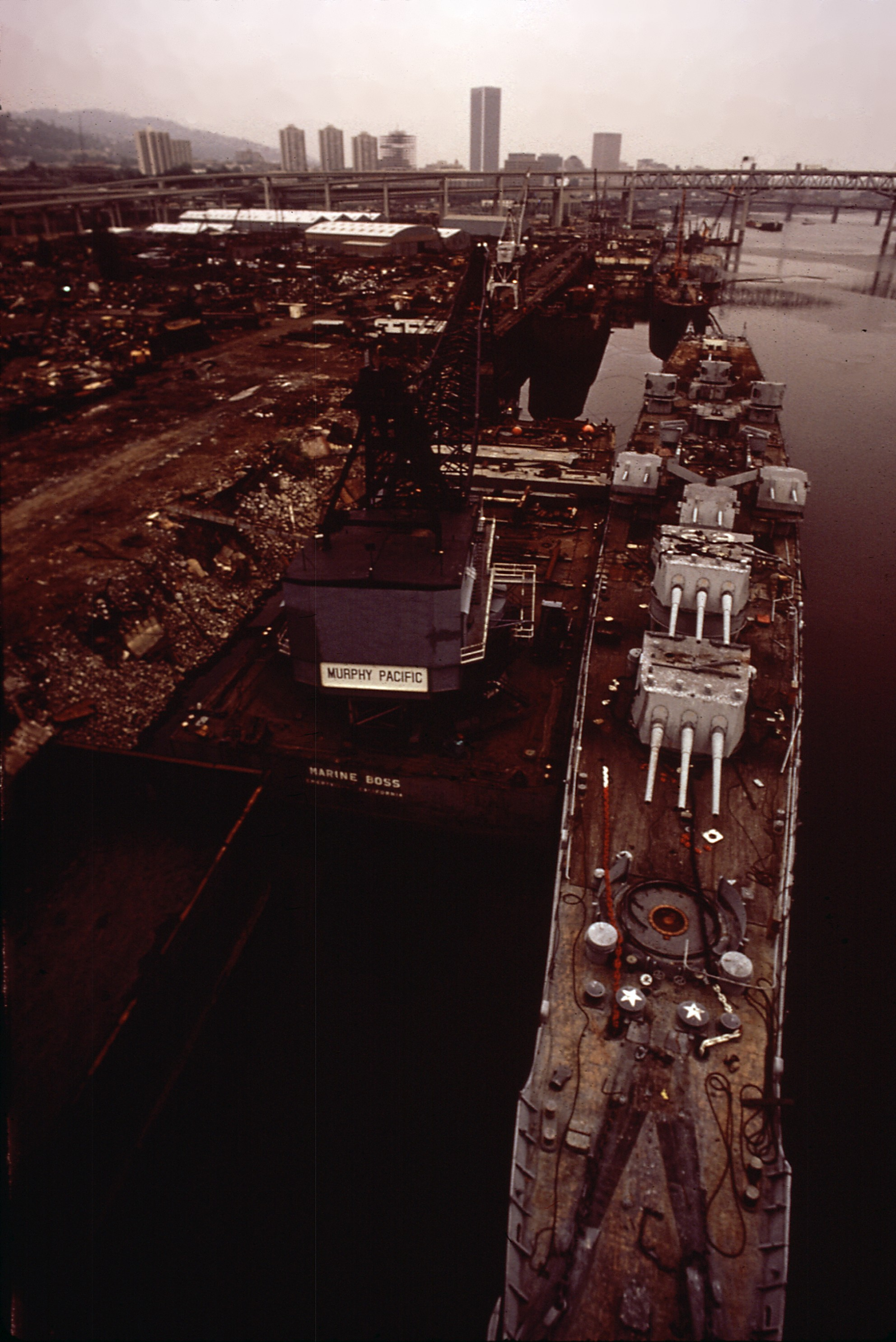
USS Baltimore viene smantellata nel cantiere di demolizione navale Zidell nel settembre 1972.

Il Baltimore iniziò la revisione di pre-inattivazione al suo ritorno dall'Estremo Oriente e fu messo fuori servizio in riserva a Bremerton il 31 maggio 1956 dopo un totale di quasi 7 anni di servizio attivo. la nave fu cancellata dalla Navy List il 15 febbraio 1971, venduta il 10 aprile 1972 alla Zidell Ship Dismantling Company di Portland, e successivamente demolita nel settembre 1972.

## Il presunto affondamento da parte della Corea del Nord
Il Victorious War Museum di Pyongyang, in Corea del Nord, ha diversi reperti che sostengono che il Baltimore sia stato affondato dalle torpediniere della Marina popolare coreana il 2 luglio 1950 durante la battaglia di Jumunjin. Le mostre includono un poster e la "vera" nave che presumibilmente affondò l'incrociatore americano. Tuttavia, la nave si trovava nella riserva della Marina statunitense dal 1946 al 1951 prima di essere rimessa in servizio e assegnata alla flotta atlantica. Nel 1955, il Baltimore fu trasferito alla United States Pacific Fleet, due anni dopo la fine della guerra di Corea.
La battaglia vera e propria coinvolse invece l'incrociatore leggero USS Juneau, l'incrociatore leggero HMS Jamaica e la fregata HMS Black Swan della Royal Navy.

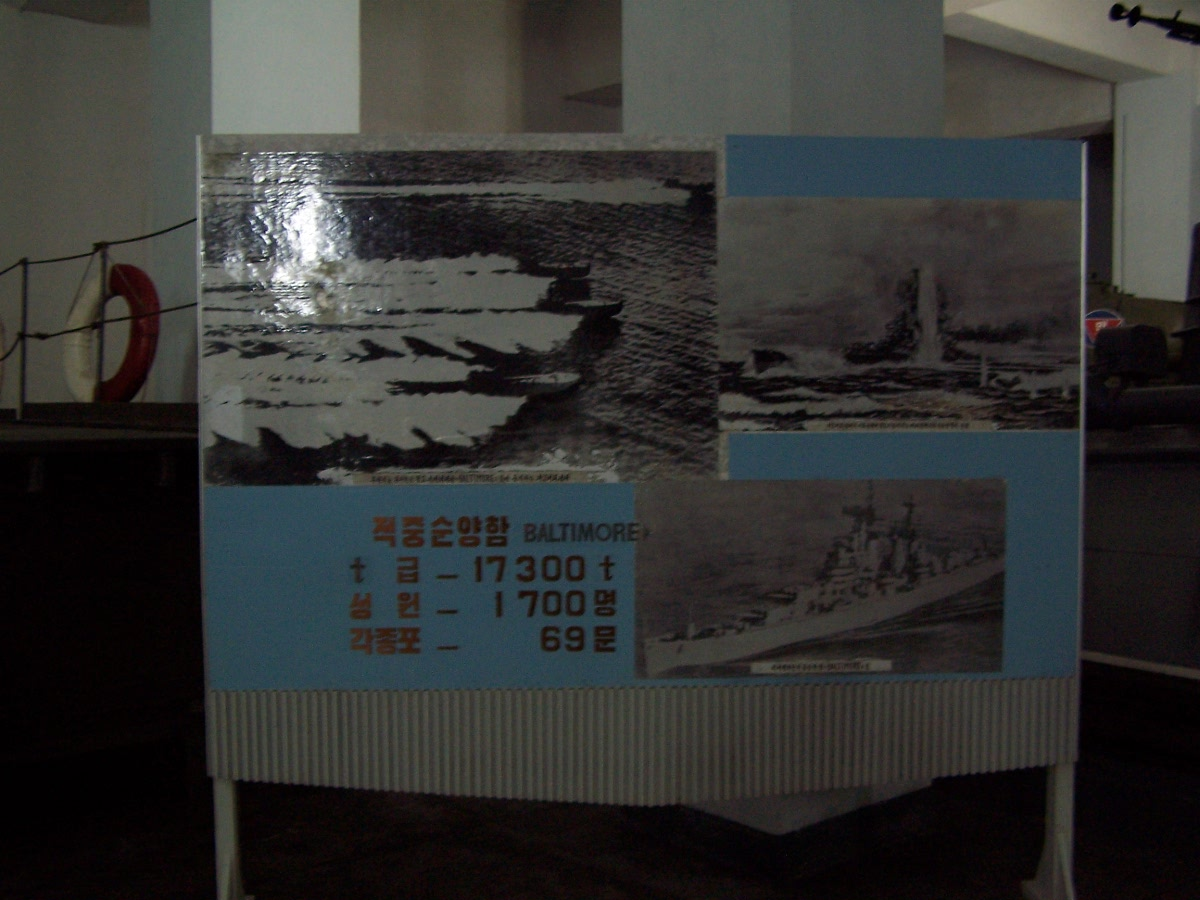
Manifesto di propaganda nordcoreana che proclama l'affondamento del Baltimore .
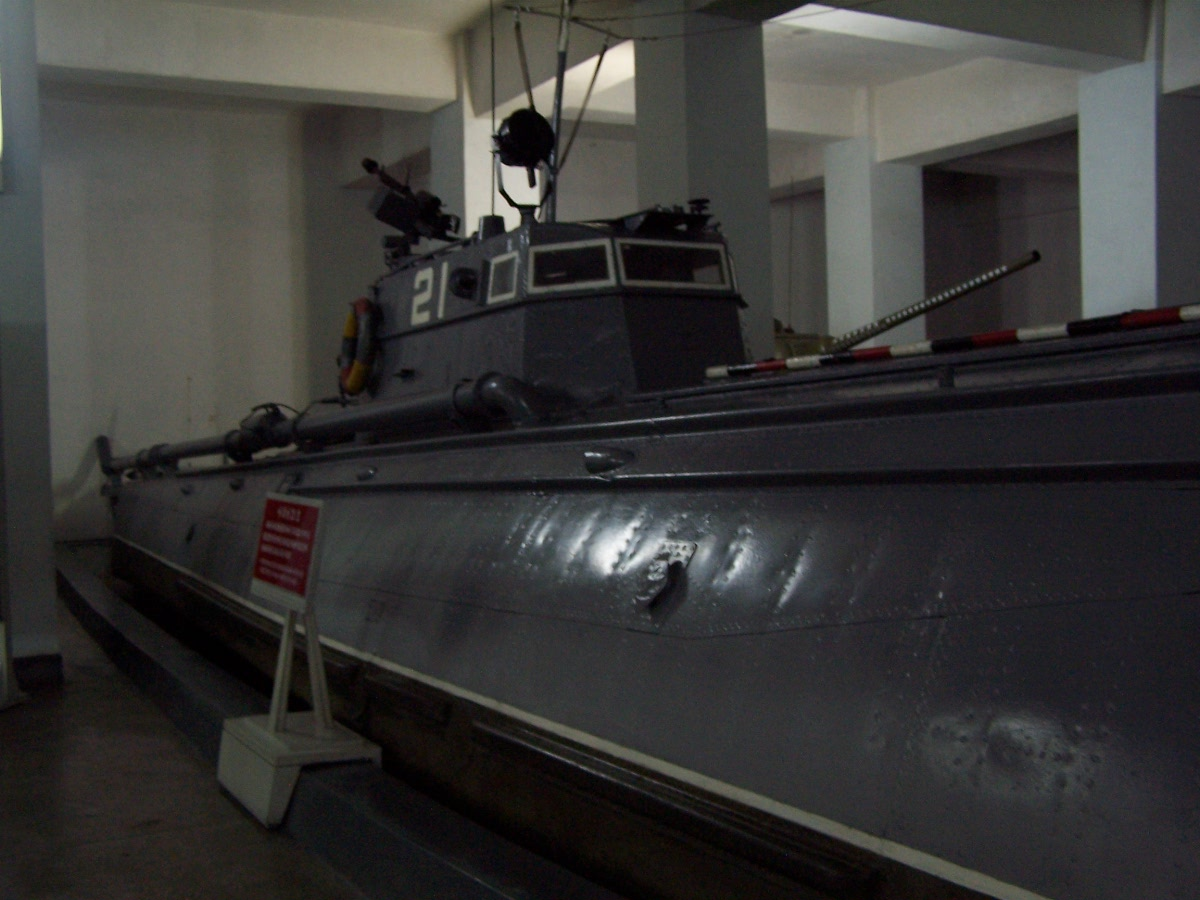
Torpediniera nordcoreana che presumibilmente affondò il Baltimore .

## Riconoscimenti
|                             |  |                             |  |                                                                                                   |
| Template:Ribbon devices/alt |  | Template:Ribbon devices/alt |  | Silver star · Bronze star · Bronze star · Bronze star · Bronze star · Template:Ribbon devices/alt |
| Template:Ribbon devices/alt |  | Template:Ribbon devices/alt |  | Template:Ribbon devices/alt                                                                       |
| Template:Ribbon devices/alt |  | Template:Ribbon devices/alt |  | Template:Ribbon devices/alt                                                                       |